# Clypeodytes hemani
Clypeodytes hemani là một loài bọ cánh cứng trong họ Bọ nước. Loài này được Vazirani miêu tả khoa học năm 1968.